# 7e étape du Tour de France 2016
Pour un article plus général, voir Tour de France 2016.
La 7e étape du Tour de France 2016 se déroule le vendredi 8 juillet 2016 entre L'Isle-Jourdain et le lac de Payolle sur une distance de 162,5 kilomètres. Par suite de la chute de l'arche de la flamme rouge indiquant le dernier kilomètre, les classements sont pris en compte au kilomètre 159,5 (les 3 derniers kilomètres ne sont pas comptabilisés afin de ne pas pénaliser les coureurs).

## Parcours
Départ dans le Gers à l'Isle-Jourdain vers les Hautes-Pyrénées après un cours passage dans la Haute-Garonne. La route s’élève véritablement à partir de la première ascension du jour, la côte de Capvern (7,7 km à 3,1 %, 4e catégorie). Il s'ensuit le sprint à Sarrancolin puis le col d'Aspin (12 km à 6,5 %) et enfin une descente très technique et sinueuse de 6 km vers le lac de Payolle site inédit pour une arrivée.

## Déroulement de la course
Vingt-neuf coureurs forment une échappée 50 km après le départ. Seules les équipes FDJ et Tinkoff ne sont pas représentées dans ce groupe qui comprend notamment le maillot jaune Greg Van Avermaet, le vainqueur du Tour 2014 Vincenzo Nibali, Fabian Cancellara, Tony Martin. Les équipes Sky et Movistar mènent le peloton et empêchent les échappés de prendre plus de six minutes d'avance, notamment à cause de la présence parmi eux de Van Avermaet et Nibali.
Antoine Duchesne (Direct Energie), Matti Breschel (Cannondale) et Daniel Navarro (Cofidis) attaquent à quelques kilomètres de la difficulté du jour, le col d'Aspin. Ils sont rejoints par Steve Cummings (Dimension Data), qui les accompagne quelques kilomètres avant de partir seul. Cummings effectue seul l'ascension vers le col d'Aspin. Quatre coureurs, emmenés par Nibali, sont à sa poursuite mais leur retard s'accroît. Cummings s'impose au lac de Payolle avec une minute et cinq secondes d'avance sur Daryl Impey et Daniel Navarro. Nibali est quatrième, à 2 min 14 s.
Au sein du peloton, quelques attaques sans conséquence ont lieu dans l'ascension du col d'Aspin, par Barguil, puis Alaphilippe. À trois kilomètres du col, Thibaut Pinot (FDJ) ne parvient plus à suivre. Il perd deux minutes et quarante-six secondes sur les autres favoris de ce Tour.
Van Avermaet, arrivé cinquième de l'étape à plus de trois minutes, accroît de près d'une minute et demie son avance au classement général. Adam Yates, qui avait attaqué dans les derniers kilomètres de la descente finale, chute à cause de la crevaison de la banderole 1 km, alors qu'il possédait quelques secondes d'avance sur le peloton. Sur le podium protocolaire, Julian Alaphilippe reçoit le maillot blanc de meilleur jeune, mais après décision des commissaires, Yates est reclassé et s’en empare pour 1 seconde.

## Résultats

### Classement de l'étape
| \| Classement de l'étape \| Classement de l'étape \| Classement de l'étape \| Classement de l'étape \| Classement de l'étape \| \| Coureur \| Coureur \| Pays \| Équipe \| Temps \| \| --------------------- \| --------------------- \| --------------------- \| -------------------------- \| --------------------- \| \| 1er \| Steve Cummings \| Royaume-Uni \| Dimension Data \| 3 h 51 min 58 s \| \| 2e \| Daryl Impey \| Afrique du Sud \| Orica-BikeExchange \| + 1 min 05 s \| \| 3e \| Daniel Navarro \| Espagne \| Cofidis, Solutions Crédits \| + 1 min 05 s \| \| 4e \| Vincenzo Nibali \| Italie \| Astana \| + 2 min 14 s \| \| 5e \| Greg Van Avermaet \| Belgique \| BMC Racing Team \| + 3 min 04 s \| \| 6e \| Luis Ángel Maté \| Espagne \| Cofidis, Solutions Crédits \| + 4 min 29 s \| \| 7e \| Geraint Thomas \| Royaume-Uni \| Team Sky \| + 4 min 29 s \| \| 8e \| Wout Poels \| Pays-Bas \| Team Sky \| + 4 min 29 s \| \| 9e \| Gorka Izagirre \| Espagne \| Movistar Team \| + 4 min 29 s \| \| 10e \| Alejandro Valverde \| Espagne \| Movistar Team \| + 4 min 29 s \| |                    |                |                            |                 |
| |                    |                |                            |                 |
| Source : ProCyclingStats |                    |                |                            |                 |
| Classement de l'étape |                    |                |                            |                 |
| Coureur | Coureur            | Pays           | Équipe                     | Temps           |
| 1er | Steve Cummings     | Royaume-Uni    | Dimension Data             | 3 h 51 min 58 s |
| 2e | Daryl Impey        | Afrique du Sud | Orica-BikeExchange         | + 1 min 05 s    |
| 3e | Daniel Navarro     | Espagne        | Cofidis, Solutions Crédits | + 1 min 05 s    |
| 4e | Vincenzo Nibali    | Italie         | Astana                     | + 2 min 14 s    |
| 5e | Greg Van Avermaet  | Belgique       | BMC Racing Team            | + 3 min 04 s    |
| 6e | Luis Ángel Maté    | Espagne        | Cofidis, Solutions Crédits | + 4 min 29 s    |
| 7e | Geraint Thomas     | Royaume-Uni    | Team Sky                   | + 4 min 29 s    |
| 8e | Wout Poels         | Pays-Bas       | Team Sky                   | + 4 min 29 s    |
| 9e | Gorka Izagirre     | Espagne        | Movistar Team              | + 4 min 29 s    |
| 10e | Alejandro Valverde | Espagne        | Movistar Team              | + 4 min 29 s    |

### Points attribués
| Sprint intermédiaire Sarrancolin (km 137) | Sprint intermédiaire Sarrancolin (km 137) | Sprint intermédiaire Sarrancolin (km 137) | Sprint intermédiaire Sarrancolin (km 137) | Sprint intermédiaire Sarrancolin (km 137) |
| ----------------------------------------- | ----------------------------------------- | ----------------------------------------- | ----------------------------------------- | ----------------------------------------- |
|                                           | Coureur                                   | Pays                                      | Équipe                                    | Point(s)                                  |
| 1er                                       | Steve Cummings                            | Royaume-Uni                               | Dimension Data                            | 20                                        |
| 2e                                        | Daniel Navarro                            | Espagne                                   | Cofidis                                   | 17                                        |
| 3e                                        | Paul Martens                              | Allemagne                                 | Lotto NL-Jumbo                            | 15                                        |
| 4e                                        | Pierre-Luc Périchon                       | France                                    | Fortuneo-Vital Concept                    | 13                                        |
| 5e                                        | Simon Geschke                             | Allemagne                                 | Giant-Alpecin                             | 11                                        |
| 6e                                        | Matti Breschel                            | Danemark                                  | Cannondale-Drapac                         | 10                                        |
| 7e                                        | Vincenzo Nibali                           | Italie                                    | Astana                                    | 9                                         |
| 8e                                        | Antoine Duchesne                          | Canada                                    | Direct Énergie                            | 8                                         |
| 9e                                        | Alex Howes                                | États-Unis                                | Cannondale-Drapac                         | 7                                         |
| 10e                                       | Greg Van Avermaet                         | Belgique                                  | BMC Racing                                | 6                                         |
| 11e                                       | Alexey Lutsenko                           | Kazakhstan                                | Astana                                    | 5                                         |
| 12e                                       | Daryl Impey                               | Afrique du Sud                            | Orica-BikeExchange                        | 4                                         |
| 13e                                       | Jan Bakelants                             | Belgique                                  | AG2R La Mondiale                          | 3                                         |
| 14e                                       | Tony Martin                               | Allemagne                                 | Etixx-Quick Step                          | 2                                         |
| 15e                                       | Alexis Vuillermoz                         | France                                    | AG2R La Mondiale                          | 1                                         |
| modifier                                  |                                           |                                           |                                           |                                           |

| Arrivée d'étape Lac de Payolle (km 162,5) | Arrivée d'étape Lac de Payolle (km 162,5) | Arrivée d'étape Lac de Payolle (km 162,5) | Arrivée d'étape Lac de Payolle (km 162,5) | Arrivée d'étape Lac de Payolle (km 162,5) |
| ----------------------------------------- | ----------------------------------------- | ----------------------------------------- | ----------------------------------------- | ----------------------------------------- |
|                                           | Coureur                                   | Pays                                      | Équipe                                    | Point(s)                                  |
| 1er                                       | Steve Cummings                            | Royaume-Uni                               | Dimension Data                            | 30                                        |
| 2e                                        | Daryl Impey                               | Afrique du Sud                            | Orica-BikeExchange                        | 25                                        |
| 3e                                        | Daniel Navarro                            | Espagne                                   | Cofidis                                   | 22                                        |
| 4e                                        | Vincenzo Nibali                           | Italie                                    | Astana                                    | 19                                        |
| 5e                                        | Greg Van Avermaet                         | Belgique                                  | BMC Racing                                | 17                                        |
| 6e                                        | Luis Ángel Maté                           | Espagne                                   | Cofidis                                   | 15                                        |
| 7e                                        | Geraint Thomas                            | Royaume-Uni                               | Sky                                       | 13                                        |
| 8e                                        | Wout Poels                                | Pays-Bas                                  | Sky                                       | 11                                        |
| 9e                                        | Gorka Izagirre                            | Espagne                                   | Movistar                                  | 9                                         |
| 10e                                       | Alejandro Valverde                        | Espagne                                   | Movistar                                  | 7                                         |
| 11e                                       | Christopher Froome                        | Royaume-Uni                               | Sky                                       | 6                                         |
| 12e                                       | Roman Kreuziger                           | Tchéquie                                  | Tinkoff                                   | 5                                         |
| 13e                                       | Richie Porte                              | Australie                                 | BMC Racing                                | 4                                         |
| 14e                                       | Julian Alaphilippe                        | France                                    | Etixx-Quick Step                          | 3                                         |
| 15e                                       | Daniel Martin                             | Irlande                                   | Etixx-Quick Step                          | 2                                         |
| modifier                                  |                                           |                                           |                                           |                                           |

|   | Coureur        | Pays           | Équipe             | Secondes |
| - | -------------- | -------------- | ------------------ | -------- |
| 1 | Steve Cummings | Royaume-Uni    | Dimension Data     | 10 s     |
| 2 | Daryl Impey    | Afrique du Sud | Orica-BikeExchange | 6 s      |
| 3 | Daniel Navarro | Espagne        | Cofidis            | 4 s      |

### Cols et côtes
| Côte de Capvern (km 117) 4e catégorie (7,7 km à 3,1 %) | Côte de Capvern (km 117) 4e catégorie (7,7 km à 3,1 %) | Côte de Capvern (km 117) 4e catégorie (7,7 km à 3,1 %) | Côte de Capvern (km 117) 4e catégorie (7,7 km à 3,1 %) | Côte de Capvern (km 117) 4e catégorie (7,7 km à 3,1 %) |
| ------------------------------------------------------ | ------------------------------------------------------ | ------------------------------------------------------ | ------------------------------------------------------ | ------------------------------------------------------ |
|                                                        | Coureur                                                | Pays                                                   | Équipe                                                 | Point(s)                                               |
| 1er                                                    | Vincenzo Nibali                                        | Italie                                                 | Astana                                                 | 1                                                      |
| modifier                                               |                                                        |                                                        |                                                        |                                                        |

| Col d'Aspin (km 155,5) 1re catégorie (12 km à 6,5 %) | Col d'Aspin (km 155,5) 1re catégorie (12 km à 6,5 %) | Col d'Aspin (km 155,5) 1re catégorie (12 km à 6,5 %) | Col d'Aspin (km 155,5) 1re catégorie (12 km à 6,5 %) | Col d'Aspin (km 155,5) 1re catégorie (12 km à 6,5 %) |
| ---------------------------------------------------- | ---------------------------------------------------- | ---------------------------------------------------- | ---------------------------------------------------- | ---------------------------------------------------- |
|                                                      | Coureur                                              | Pays                                                 | Équipe                                               | Point(s)                                             |
| 1er                                                  | Steve Cummings                                       | Royaume-Uni                                          | Dimension Data                                       | 10                                                   |
| 2e                                                   | Daniel Navarro                                       | Espagne                                              | Cofidis                                              | 8                                                    |
| 3e                                                   | Daryl Impey                                          | Afrique du Sud                                       | Orica-BikeExchange                                   | 6                                                    |
| 4e                                                   | Vincenzo Nibali                                      | Italie                                               | Astana                                               | 4                                                    |
| 5e                                                   | Greg Van Avermaet                                    | Belgique                                             | BMC Racing                                           | 2                                                    |
| 6e                                                   | Gorka Izagirre                                       | Espagne                                              | Movistar                                             | 1                                                    |
| modifier                                             |                                                      |                                                      |                                                      |                                                      |

## Classements à l'issue de l'étape

### Classement général
| \| Classement général \| Classement général \| Classement général \| Classement général \| Classement général \| \| Coureur \| Coureur \| Pays \| Équipe \| Temps \| \| ------------------ \| ------------------ \| ------------------ \| ------------------ \| ------------------ \| \| 1er \| Greg Van Avermaet \| Belgique \| BMC Racing Team \| 34 h 09 min 44 s \| \| 2e \| Adam Yates \| Royaume-Uni \| Orica-BikeExchange \| + 5 min 50 s \| \| 3e \| Julian Alaphilippe \| France \| Etixx-Quick Step \| + 5 min 51 s \| \| 4e \| Alejandro Valverde \| Espagne \| Movistar Team \| + 5 min 53 s \| \| 5e \| Joaquim Rodríguez \| Espagne \| Katusha \| + 5 min 54 s \| \| 6e \| Christopher Froome \| Royaume-Uni \| Team Sky \| + 5 min 57 s \| \| 7e \| Nairo Quintana \| Colombie \| Movistar Team \| + 5 min 57 s \| \| 8e \| Warren Barguil \| France \| Giant-Alpecin \| + 5 min 57 s \| \| 9e \| Pierre Rolland \| France \| Cannondale-Drapac \| + 5 min 57 s \| \| 10e \| Dan Martin \| Irlande \| Etixx-Quick Step \| + 5 min 57 s \| |                    |             |                    |                  |
| |                    |             |                    |                  |
| Source : ProCyclingStats |                    |             |                    |                  |
| Classement général |                    |             |                    |                  |
| Coureur | Coureur            | Pays        | Équipe             | Temps            |
| 1er | Greg Van Avermaet  | Belgique    | BMC Racing Team    | 34 h 09 min 44 s |
| 2e | Adam Yates         | Royaume-Uni | Orica-BikeExchange | + 5 min 50 s     |
| 3e | Julian Alaphilippe | France      | Etixx-Quick Step   | + 5 min 51 s     |
| 4e | Alejandro Valverde | Espagne     | Movistar Team      | + 5 min 53 s     |
| 5e | Joaquim Rodríguez  | Espagne     | Katusha            | + 5 min 54 s     |
| 6e | Christopher Froome | Royaume-Uni | Team Sky           | + 5 min 57 s     |
| 7e | Nairo Quintana     | Colombie    | Movistar Team      | + 5 min 57 s     |
| 8e | Warren Barguil     | France      | Giant-Alpecin      | + 5 min 57 s     |
| 9e | Pierre Rolland     | France      | Cannondale-Drapac  | + 5 min 57 s     |
| 10e | Dan Martin         | Irlande     | Etixx-Quick Step   | + 5 min 57 s     |

### Classement par points
| Classement par points | Classement par points | Classement par points | Classement par points | Classement par points |
| --------------------- | --------------------- | --------------------- | --------------------- | --------------------- |
|                       | Coureur               | Pays                  | Équipe                | Point(s)              |
| 1er                   | Mark Cavendish        | Royaume-Uni           | Dimension Data        | 204 points            |
| 2e                    | Marcel Kittel         | Allemagne             | Etixx-Quick Step      | 182 pts               |
| 3e                    | Peter Sagan           | Slovaquie             | Tinkoff               | 175 pts               |
| 4e                    | Bryan Coquard         | France                | Direct Énergie        | 112 pts               |
| 5e                    | Greg Van Avermaet     | Belgique              | BMC Racing            | 90 pts                |
| 6e                    | André Greipel         | Allemagne             | Lotto-Soudal          | 89 pts                |
| 7e                    | Alexander Kristoff    | Norvège               | Katusha               | 74 pts                |
| 8e                    | Edward Theuns         | Belgique              | Trek-Segafredo        | 64 pts                |
| 9e                    | Michael Matthews      | Australie             | Orica-BikeExchange    | 57 pts                |
| 10e                   | Julian Alaphilippe    | France                | Etixx-Quick Step      | 53 pts                |
| modifier              |                       |                       |                       |                       |

### Classement du meilleur grimpeur
| Classement du meilleur grimpeur | Classement du meilleur grimpeur | Classement du meilleur grimpeur | Classement du meilleur grimpeur | Classement du meilleur grimpeur |
| ------------------------------- | ------------------------------- | ------------------------------- | ------------------------------- | ------------------------------- |
|                                 | Coureur                         | Pays                            | Équipe                          | Point(s)                        |
| 1er                             | Thomas De Gendt                 | Belgique                        | Lotto-Soudal                    | 13 points                       |
| 2e                              | Greg Van Avermaet               | Belgique                        | BMC Racing                      | 13 pts                          |
| 3e                              | Steve Cummings                  | Royaume-Uni                     | Dimension Data                  | 10 pts                          |
| 4e                              | Daniel Navarro                  | Espagne                         | Cofidis                         | 8 pts                           |
| 5e                              | Daryl Impey                     | Afrique du Sud                  | Orica-BikeExchange              | 6 pts                           |
| 6e                              | Jasper Stuyven                  | Belgique                        | Trek-Segafredo                  | 5 pts                           |
| 7e                              | Vincenzo Nibali                 | Italie                          | Astana                          | 5 pts                           |
| 8e                              | Andriy Grivko                   | Ukraine                         | Astana                          | 5 pts                           |
| 9e                              | Jan Bárta                       | Tchéquie                        | Bora-Argon 18                   | 4 pts                           |
| 10e                             | Yukiya Arashiro                 | Japon                           | Lampre-Merida                   | 3 pts                           |
| modifier                        |                                 |                                 |                                 |                                 |

### Classement du meilleur jeune
| Classement général du meilleur jeune | Classement général du meilleur jeune | Classement général du meilleur jeune | Classement général du meilleur jeune | Classement général du meilleur jeune |
|                                      | Coureur                              | Pays                                 | Équipe                               | Temps                                |
| ------------------------------------ | ------------------------------------ | ------------------------------------ | ------------------------------------ | ------------------------------------ |
| 1er                                  | Adam Yates                           | Royaume-Uni                          | Orica-BikeExchange                   | en 34 h 15 min 34 s                  |
| 2e                                   | Julian Alaphilippe                   | France                               | Etixx-Quick Step                     | + 1 s                                |
| 3e                                   | Warren Barguil                       | France                               | Giant-Alpecin                        | + 7 s                                |
| 4e                                   | Wilco Kelderman                      | Pays-Bas                             | Lotto NL-Jumbo                       | + 7 s                                |
| 5e                                   | Louis Meintjes                       | Afrique du Sud                       | Lampre-Merida                        | + 18 s                               |
| modifier                             |                                      |                                      |                                      |                                      |

### Classement par équipes
| Classement par équipes | Classement par équipes | Classement par équipes | Classement par équipes |
|                        | Équipe                 | Pays                   | Temps                  |
| ---------------------- | ---------------------- | ---------------------- | ---------------------- |
| 1re                    | BMC Racing             | États-Unis             | en 102 h 43 min 1 s    |
| 2e                     | Sky                    | Royaume-Uni            | + 4 min 16 s           |
| 3e                     | Movistar               | Espagne                | + 4 min 52 s           |
| 4e                     | Astana                 | Kazakhstan             | + 6 min 18 s           |
| 5e                     | Tinkoff                | Russie                 | + 6 min 48 s           |
| modifier               |                        |                        |                        |